# 너의 노래는
《너의 노래는》은 시대를 초월해 사랑을 받았던 노래의 탄생과 비하인드 스토리를 작곡가 겸 음악감독 정재일의 시선에 따라 재조명하는 JTBC 프로그램이며, 음악 감독 정재일과 한국의 유명 가수 박효신이 프랑스에서 음악적 성장을 이루는 스토리를 보여주는 프로그램이다. 대중에게 사랑받은 시대의 명곡부터 제대로 조명 받지 못한 보석같은 노래들이 천재 작곡가 정재일에 의해 현대적으로 재탄생 된다. TV 방송 프로그램에서 만나기 힘든 정재일과 박효신이 음악적으로 주로 어떤 일을 하는지 이 프로그램에서 자세히 보여준다. 2019년 1월 17일에 방영되어 2019년 2월 14일 방영 종료된 4부작 프로그램이다.

## 제작자

### 기획
이동희

### PD
송광종, 김선형, 정종찬, 김정훈

### 작가
조성신, 이은진, 배하영

## 출연자
- 정재일
- 박효신
- 이적
- 김고은
- 아이유
- 정훈희

## 시청률
| 회차  | 방송 날짜 | 시청률 |
| ----- | --------- | ------ |
| 1회차 | 1월 17일  | 1.9%   |
| 2회차 | 1월 31일  | 1.9%   |
| 3회차 | 2월 7일   | 1.9%   |
| 4회차 | 2월 14일  | 1.1%   |

## 에피소드

### 1회차
프랑스의 아주 작은 시골 마을, 라 바꼬띠에흐

외진 숲속에 있는 오래된 집 한 채, 이곳이 바로

새롭게 꾸민 정재일과 박효신의 작업실이다.

이들이 이 곳을 찾은 이유는 음악을 위해 '자발적 격리'를 한 것이다.

당시 발매되지 않았던 박효신의 8집 작업을 하던 중

정재일과 박효신 간의 어딘가 풀리지 않는 듯한 분위기가 흐른다.

함께 작업을 하다 보면 생기는 견해 차이

결국 이들은 곡 작업을 잠시 중단하기로 한다.

"영감을 주워 모으는 행위 같아"

새로운 스타일 새로운 감각 섬세한 음악

우리 음악사에 남을 영감을 그리는 정재일

정재일과 박효신은 프랑스에서 신곡을 만드는 일상과 비화를 나눈다.

"음악이란 우리 삶 속에서 슬플 때도 부르고,

기쁠 때도 부르고 항상 같이 있을 수밖에 없는 거니까"

꿈처럼 다가올 겨울밤의 음악 감상회

그들이 꺼낸 첫 '너의 노래'

#### 출연자
- 정재일
- 박효신

### 2회차
예전부터 정재일과 작업해보고 싶었던 아이유

정재일에게 '개여울' 편곡 작업을 부탁한 아이유

사실 정재일에게 다른 곡을 부탁했는데

돌아온 대답은 "생각나는 게 없다"였다고

하지만 '개여울'에는 좋은 응답을 한 정재일
그 이후로 더욱 정재일의 팬이 된 아이유

아이유가 좋아하는 정재일의 음악은

박효신과 정재일이 함께 작업한 모든 곳

선배들의 노래를 자신만의 색깔로 재해석한

아이유의 리메이크 앨범 <꽃갈피> 프로젝트

잊히면 안 되는 곡들을 자신의 목소리로 들려줌으로써

한 번 더 기억 속에서 울림을 주고 싶은 아이유

이적에겐 영웅, 정재일에겐 아버지와 같은 존재인 김민기

2000년 즈음, 김민기 트리뷰트를 한 긱스

이적의 집에 모여 곡 선정을 한 멤버들

그때 '백구'를 듣고 벼락 맞은 느낌을 받았던 정재일

<너의 노래는>의 두 번째 이야기

부를 수 없었던 노래... 김민기

정재일의 연주와 이적의 목소리로 들려줄 그 노래

그리고 또 다른 너의 노래는

'노래가 된 시' 김소월

한 번 더 기억속에서 울림을 줄 아이유의 목소리

#### 출연자
- 정재일
- 이적
- 아이유

### 3회차
<너의 노래는>의 세 번째 이야기

시대를 앞서간 가수 패티김

만남과 이별… 기차역에서 부르는 너의 노래

김고은의 목소리로 들려줄 아름다운 가사와 멜로디

처음 호흡을 맞춰보는 정재일과 김고은

김고은의 노래를 구체적으로 칭찬하면서도

하나하나 세심하게 코칭해주는 정재일

신승훈과의 듀엣곡부터 드라마 OST,

영화 <계춘할망> OST, 그리고 랩까지

업계에서 노래 잘하기로 소문난 김고은

그리고 데뷔 53년 차 가수 정훈희

'세월이 가면'이라는 노래와 인연이 없었던 정훈희

정재일과의 인연으로 드디어 부르게 된 노래

노래에 대한 의견도 딱 맞는 두 사람

그렇게 처음으로 맞춰보는 정훈희와 정재일

정훈희의 '소월에게 묻기를'을 듣고

아름다운 음악에 놀라던 정재일

김소월의 시가 들어간 가사도 인상적

즉흥적으로 노래를 부르는 정훈희

패티김의 '가을을 남기고 간 사랑'을 리메이크했던

독일 첼리스트 베르너 토마스 미푸네

한국 노래를 모르는 사람도 느낄 수 있었던 아름다움

가사를 알면 더욱 가슴을 저미는 노래

1950년대 전쟁 이후 폐허가 된 명동

그 속에서 더욱 빛났던 낭만,

그 시절 예술가들의 이야기

세월을 노래한다.

#### 출연자
- 정재일
- 정훈희
- 김고은

### 4회차
정재일은 자신에게 가족이란, '돌봐줘야 하는 것'이라 말한다.

좋아서가 아닌 돈을 벌기 위해 한 음악

예술에 대해 철학이 없다고 말하는 정재일

덤덤하게 털어놓은 정재일의 어린 시절을 엿볼 수 있다.

방송 최초로 공개되는

봉준호와 정재일의 영화 음악 작업기!

봉준호 연출과 정재일 음악이 만난 영화 <옥자>

<옥자>의 음악에서 강조된 것은 '다양성'

소녀들만의 섬세한 감정이 정재일의 음악과 잘 맞을 것이라 생각한 봉준호 감독

봉준호 감독은 "음악 감독으로서 제가 원하는 것을 잘 해줍니다."라며,

자신이 부탁하는 요구 사항을 음악으로 잘 구현해낸다는 말을 한다.

정재일과 봉준호 감독의 협업 과정,

정재일과 박효신의 프랑스에서의 남은 이야기,

정재일이 앞으로 추구하는 음악적 이상에 대한 이야기

그리고 정재일의 2019 새해 선물

정재일이 들려주는 우리의 소리

꿈 같았던 한 달 간 음악 여행의 마무리

박효신과 정재일이 들려줄 마지막 '너의 노래'

#### 출연자
- 정재일
- 박효신
- 봉준호

## 곡 목록
| 회차  | 가수                   | 선곡 제목                                             |
| ----- | ---------------------- | ----------------------------------------------------- |
| 1회차 | 정재일, 박효신         | - Home - 야생화                                       |
| 2회차 | 정재일, 이적, 아이유   | - 작은 연못(이적) - 개여울(아이유)                    |
| 3회차 | 정재일, 정훈희, 김고은 | - 세월이 가면(정훈희) - 가을을 남기고 간 사랑(김고은) |
| 4회차 | 정재일, 박효신         | - Dearest(정재일) - 겨울소리(박효신) - 별시(박효신)   |